# Encore Las Vegas
Encore Las Vegas, ou Encore at Wynn Las Vegas, é um resort de luxo, cassino e hotel localizado na Las Vegas Strip em Paradise, Nevada. O resort é conectado com o resort irmão Wynn Las Vegas. Possui 192.3 metros (631 pés) de altura.
O complexo Wynn tem dois teatros, incluindo o Encore Theater. Ele foi originalmente construído como parte do Wynn Las Vegas e está localizado entre os dois resorts. O teatro tem 1.480 assentos, e já recebeu diversos artistas, incluindo Danny Gans, Beyoncé, e Garth Brooks.
No final de 2009, o Encore recebeu o AAA Five Diamond Award, assim como o prêmio Five Star do Forbes Travel Guide. Os dois spas do complexo Wynn também foram os únicos no estado a receber classificações de cinco estrelas. Desde então, o complexo tem sido vencedor repetido de ambos os prêmios. O Encore está entre os três maiores resorts Five-Star do Forbes no mundo, junto com o Wynn Las Vegas e o Wynn Palace em Macau. Em 2017, os leitores da Condé Nast Traveler nomearam o Wynn Las Vegas e o Encore como a melhor propriedade hoteleira da cidade, destacando o alto nível de luxo.